# Bellis perennis
La margarita (Bellis perennis) es una planta herbácea de la familia de las asteráceas (Asteraceae) muy utilizada a efectos decorativos mezclada con el césped, por sus colores y su resistencia a la siega

## Descripción
Se trata de una planta herbácea perenne, ocasionalmente con pequeños rizomas, glabrescentes o laxamente pubescentes y hojas obovado-espatuladas, crenadas o dentada-redondeadas de 10-60 por 4-20 mm, con escapos sin hojas de hasta 20 cm de altura. Las brácteas involucrales tienen pelos pluricelulares más o menos abundantes en el dorso. Las flores hemiliguladas de 5,5-8,5 mm, sobrepasan el involucro en 2-5 mm, y tienen un tubo de 0,3-0,8 mm; son blancas, a veces teñidas de púrpura; los flósculos, amarillos, tienen 1,5-2 mm. El fruto es un aquenio de 1-1,5 por 0,5-1 mm, obovoideo, comprimido, algo peludo, con borde periférico engrosado; vilano ausente.
Florece y fructifica de octubre a junio.

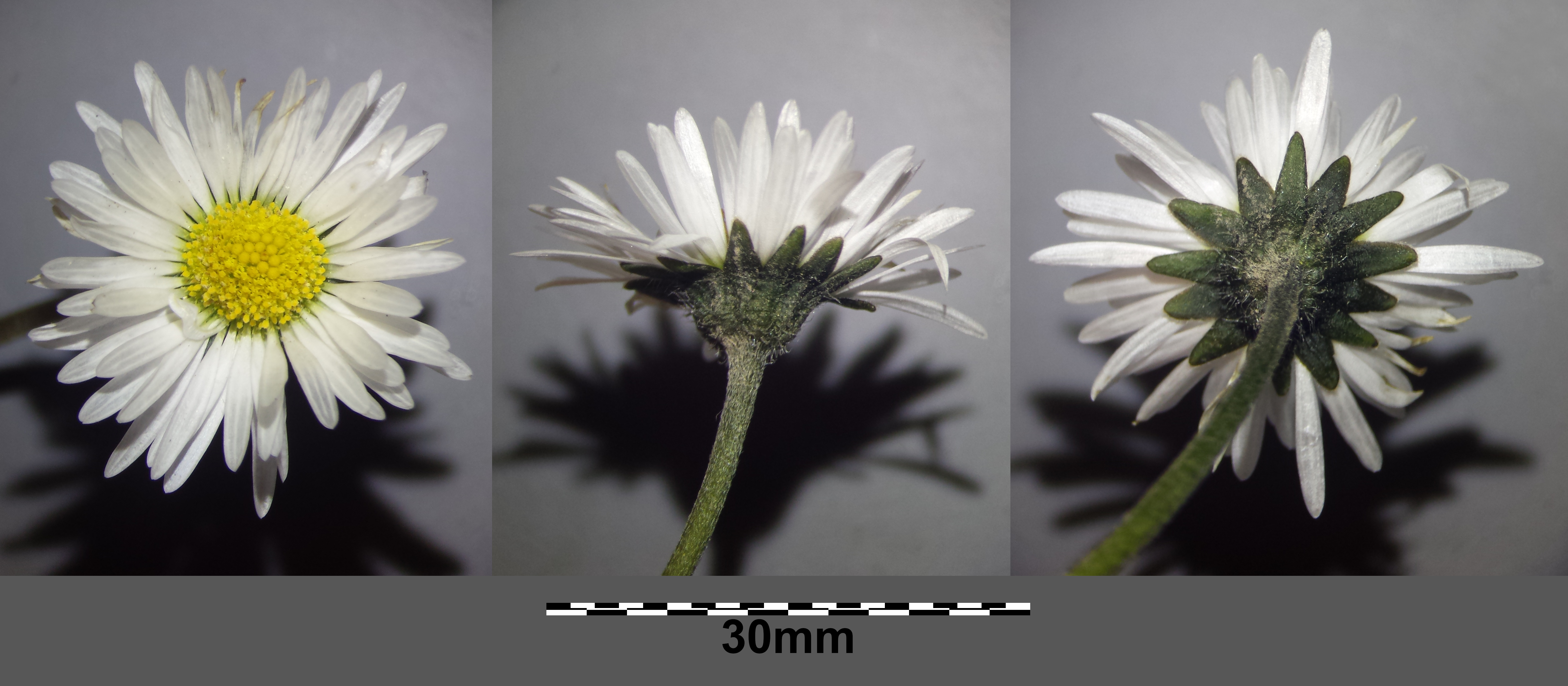
Vista anterior, lateral y posterior de un capítulo de Bellis perennis
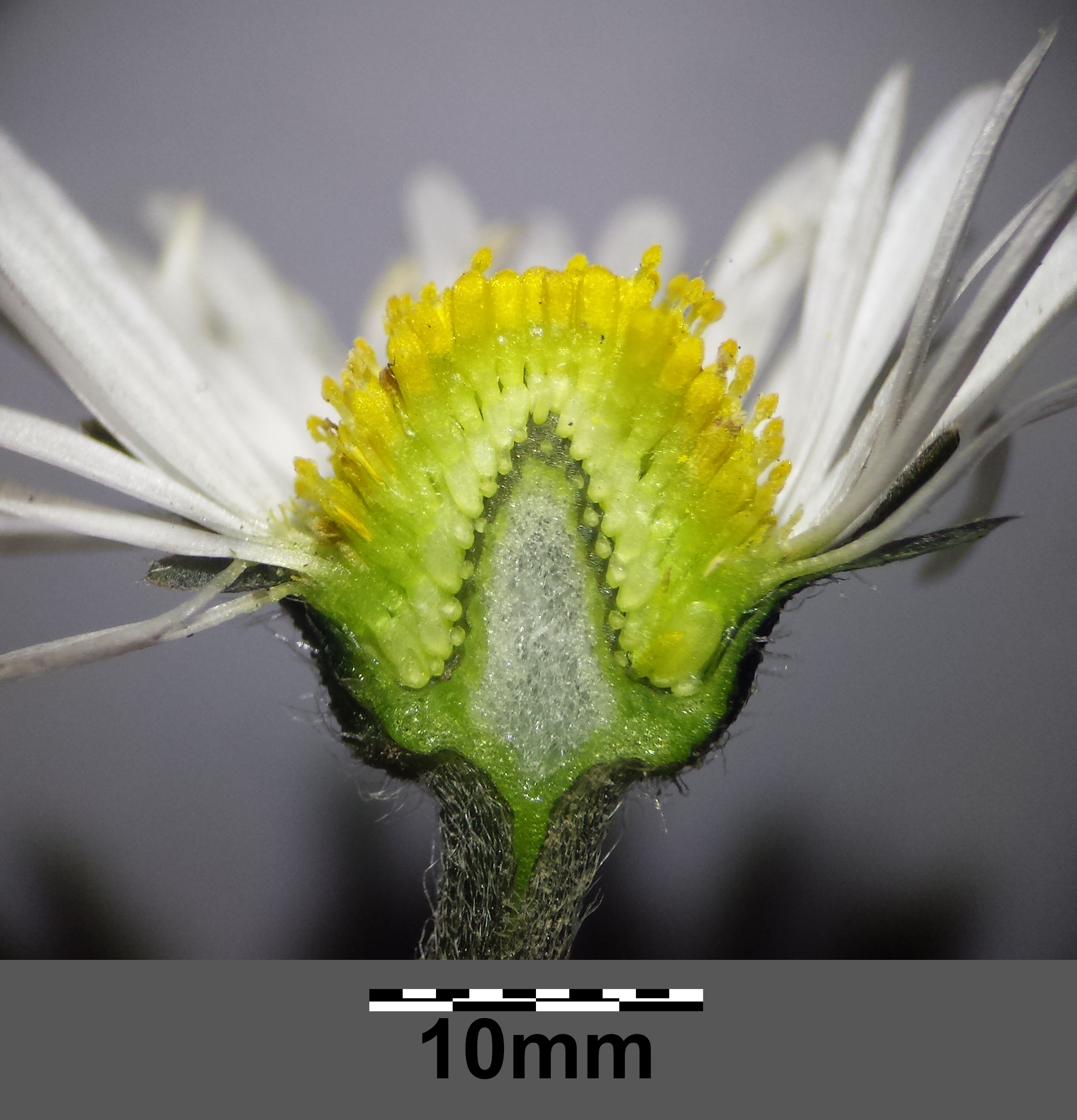
Corte transversal de un capítulo de Bellis perennis
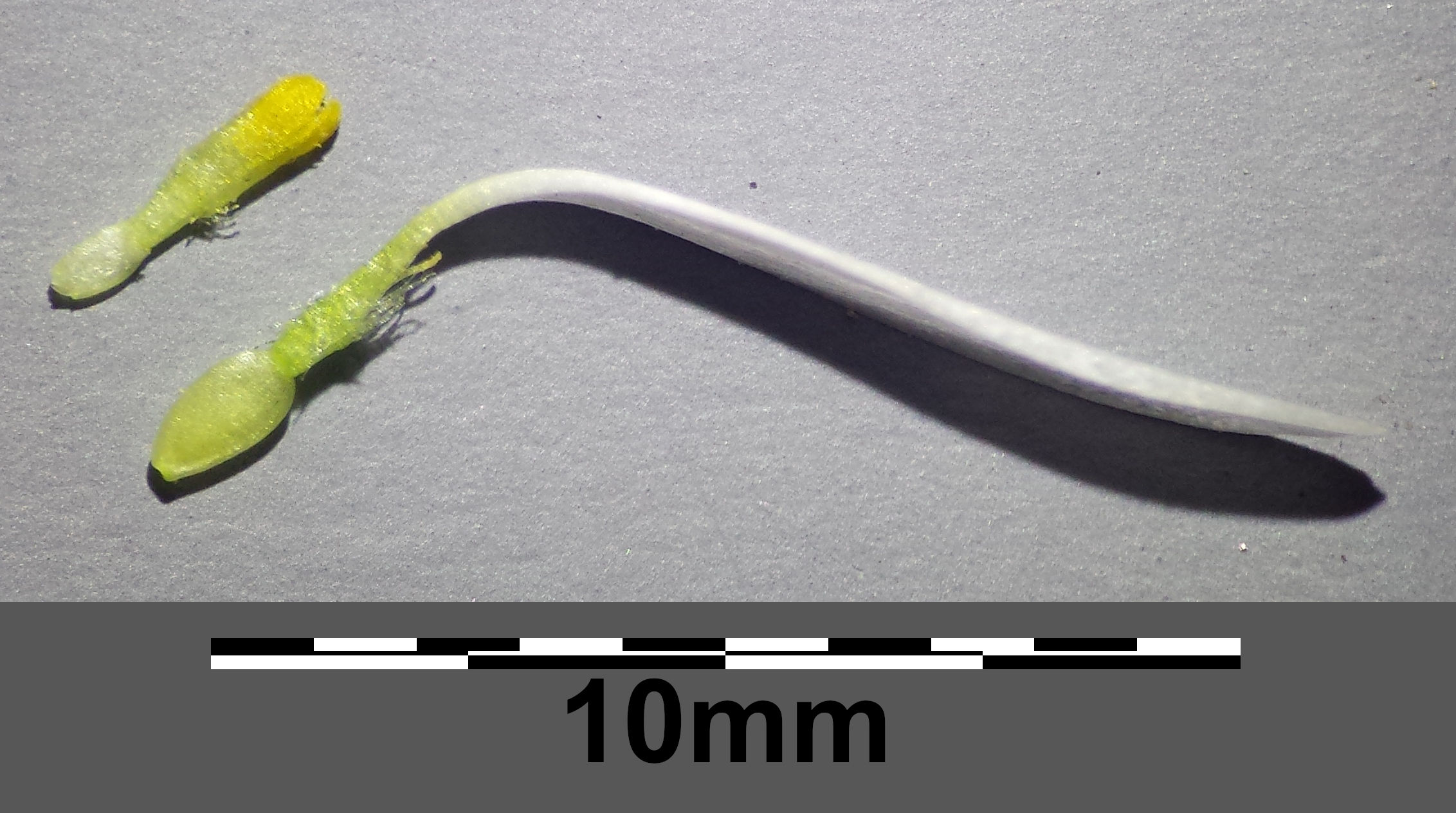
Flores tubulares y flósculos aislados
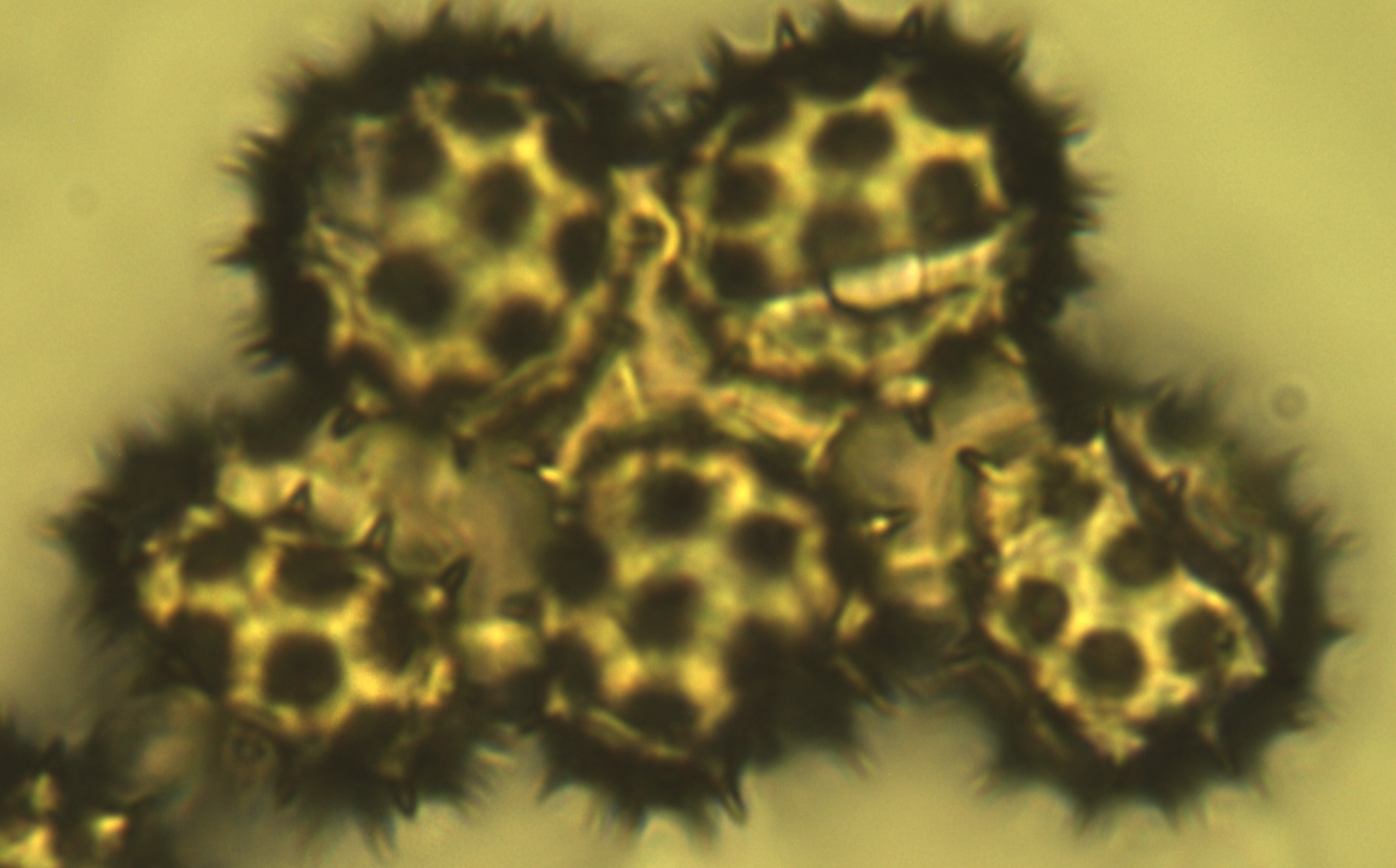
Granos de polen (400×)
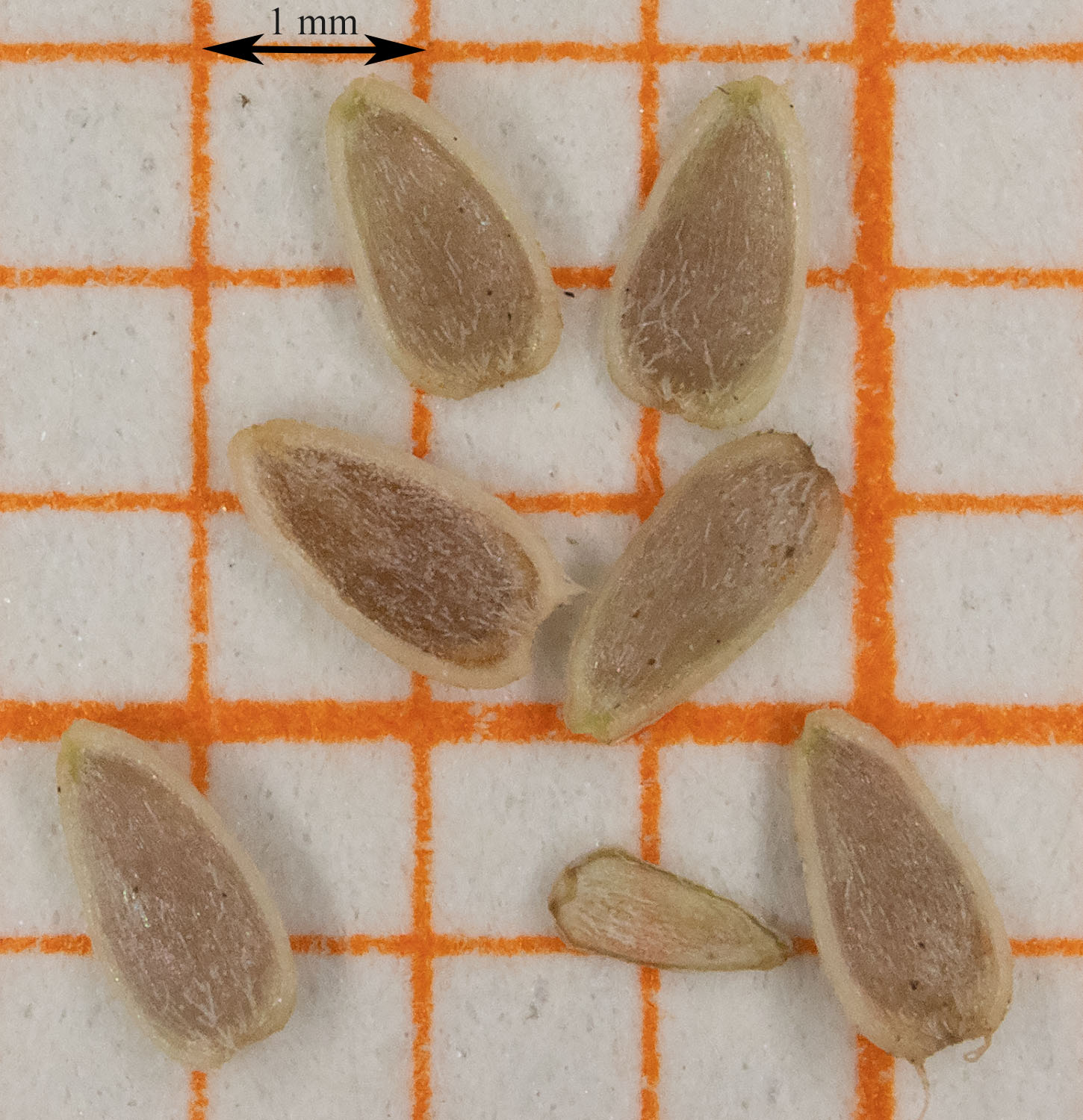
Frutos

## Ecología
Lo que para un profano puede parecer una sencilla flor, en realidad es una flor falsa (Pseudanthium). Debido al heliotropismo, el capítulo de flores siempre depende del sol y se cierra por la tarde y con mal tiempo. Los capítulo de Bellis perennis, que florecen de febrero a noviembre, son visitadas por abejas, abejorros, sírfidos y especialmente moscas. A veces hay polinización externa durante estas visitas de flores. Esto también ayuda a la autopolinización, es decir, las flores individuales dentro de una cabeza floral se espolvorean entre sí. La autopolinización dentro de una sola flor es cuestionable, pero no está totalmente descartada. Las flores, son premasculinas, es decir, los estambres pueden liberar el polen maduro, si las hojas del fruto de la flor aún no están listas para la polinización. En las flores polinizadas, a partir del nudo del fruto se desarrolla un fruto. La margarita utiliza una serie de estrategias muy diferentes para la propagación de estos aquenios.
La propagación mediante la lluvia de aquenios es típica de las margaritas. Como resultado, los aquenios que se encuentran cerca de la planta madre son desechados. Otra forma de propagación se produce a través del viento (anemoforia). Los tallos elásticos y ligeramente alargados se mueven con las ráfagas de viento y los pequeños aquenios se dispersan. Los aquenios también se transmiten por animales (zoocorda), especialmente por lombrices, ovejas y ganado vacuno. Incluso los humanos pueden ayudar en la propagación  cuando se llevan las flores (Antropocoria). La margarita se reproduce  a través de semillas y también de manera vegetativa.
La margarita está infestada por royas de Puccinia obscura y Puccinia lagenophorae.

## Distribución geográfica y hábitat
Nativa de Europa y norte de África hasta Asia Central. Introducida en el resto del mundo.

### Capacidad colonizadora
Del género Bellis, sólo Bellis perennis se encuentra fuera de la región mediterránea y Europa central y septentrional. En Europa Central, Bellis perennis se considera un arqueofito que se extendió ampliamente hacia el norte mediante la creación de extensas praderas y pastos en tiempos prehistóricos. Sin embargo, esta planta sólo se volvió tan común con la introducción del césped en jardines y parques. Gracias al hombre, esta especie se estableció posteriormente en América del Norte y del Sur, a lo largo de la costa del Pacífico, en Madeira y Nueva Zelanda. También es neófito en Sichuan, Australia, Hawái y las Azores. A menudo, la propagación no es intencionada, sino más bien a través de la contaminación de las semillas de césped con semillas de margarita; en términos técnicos, esta forma de propagación también se conoce como espirocoria.
En la parte tirolesa de los Alpes de Algovia Bellis perennis es capaz de prosperar a una altitud de 2.040 metros en el Wildmahdalpe.  En el Valais, en el Gran San Bernardo, se eleva incluso a 2.451 metros sobre el nivel del mar. La margarita puede soportar temperaturas de hasta -15 °C.
Los lugares preferidos son praderas, parques y jardines en terrenos ricos en nutrientes, terraplenes de ferrocarril cubiertos de maleza; Es necesario podar estas praderas regularmente, de lo contrario, los pastos y las flores silvestres crecerán demasiado. Como Bellis perennis es una planta con reservas de almacenamiento, sobrevive al invierno en la nieve. En praderas de uso agrícola también es un indicador de suelos compactados y de praderas y pastos sobreexplotados.
Valores de factores del entorno según Ellenberg 
| Factor                   | Valor | Escala | Nombre/explicación                           |
| ------------------------ | ----- | ------ | -------------------------------------------- |
| Luz                      | 8     | 1–9    | planta que necesita luz                      |
| Temperatura              | 5     | 1–9    | calor moderado                               |
| Continentalidad          | 2     | 1–9    | oceánica                                     |
| Humedad                  | X     | 1–12   | indiferente                                  |
| pH (acidez)              | X     | 1–9    | indiferente                                  |
| necesidades en nitrógeno | 5     | 1–9    | ubicaciones moderadamente ricas en nitrógeno |
| Forma de vida            | H     | -      | hemicriptófito                               |

Según Landolt et al. los valores de los indicadores ecológicos de los suelos en 2010 en Suiza eran: número de humedad F = 3 (moderadamente húmedo), número de luz L = 4 (brillante), número de acidez R = 4 (neutro a básico), número de temperatura T = 3+ (montano inferior), nutrientes número N = 3 (moderadamente pobre en nutrientes a moderadamente rico en nutrientes), continentalidad número K = 3 (suboceánica a subcontinental), tolerancia a la sal 1 = tolerante.

## Composición química
Los capítulos florales contienen taninos (que son derivados poliacetilénicos), saponócitos, aceites esenciales, ácidos orgánicos y saponinas. Además, contiene antoxantina, responsable de la coloración amarilla.

## Usos en medicina popular y propiedades
- Antitusiva y expectorante[17] gracias a los saponósidos, resina y mucílagos.
- Diurética[17] y sudorífica debidas a los taninos.
- Cicatrizante.
- Para controlar la presión arterial.
- Antiespasmódica.
- Demulcente, digestiva, emoliente y laxante.
- Oftálmica.
- Purgativas y tónicas.

Las partes utilizadas son las hojas, raíces y flores, aunque las raíces son las que se usan con menos frecuencia.
Es un popular remedio contra muchas enfermedades y tiene una gran variedad de formas de aplicación. Es la hierba tradicionalmente utilizada contra las heridas, ampollas, quemaduras y para disminuir inflamaciones.
Las raíces se utilizan en el tratamiento del escorbuto y eccemas dérmicos.
No se ha descrito ningún tipo de toxicidad para esta especie.

### Culinarios
Los seres humanos pueden comer las hojas, los capullos y las flores crudas.  Las hojas tiernas del interior de la roseta saben mejor. Los capullos y las únicas flores entreabiertas tienen un agradable sabor a nuez, mientras que las flores abiertas tienen un sabor ligeramente amargo, lo que las hace ideales como complemento para ensaladas.  Se ha consumido las hojas en ensaladas, habitualmente mezcladas con diente de león (Taraxacum officinale) e hinojo (Foeniculum vulgare).
Tradicionalmente las flores se conservaban en vinagre para utilizarlas después como condimento. Los cogollos encurtidos se utilizan a veces como sustituto de las alcaparras.
Con las hojas se puede preparar té, al que se le ha atribuido una dudosa acción hipnótica.

## Usos ornamentales
Es una planta muy utilizada como ornamental, por este tipo de uso la planta puede utilizarse como perenne o tratarla como una planta anual, sacándola después de la floración, especialmente en los climas con veranos cálidos. Crece en todo tipo de climas, pero no tolera la sequía, en algunos lugares de Estados Unidos donde ha sido introducida como ornamental se ha convertido en una planta invasiva.  Hay muchos cultivares habitualmente más robustas que la planta salvaje y con coloraciones diferentes. La variedad 'Dresden China' es rosa y la 'Rob Roy' es de color rojo oscuro.

### Galería de imágenes

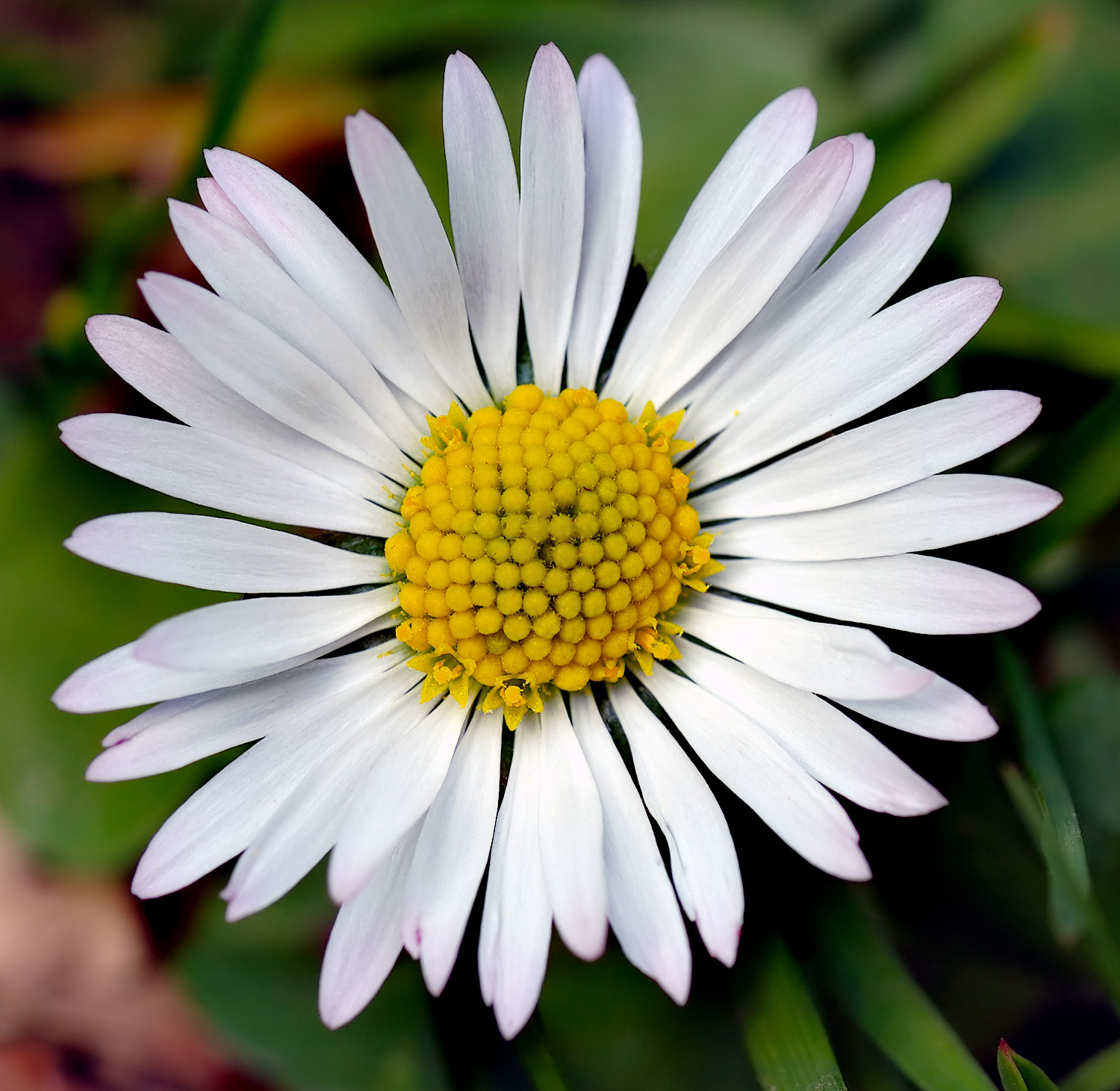
Detalle de la inflorescencia
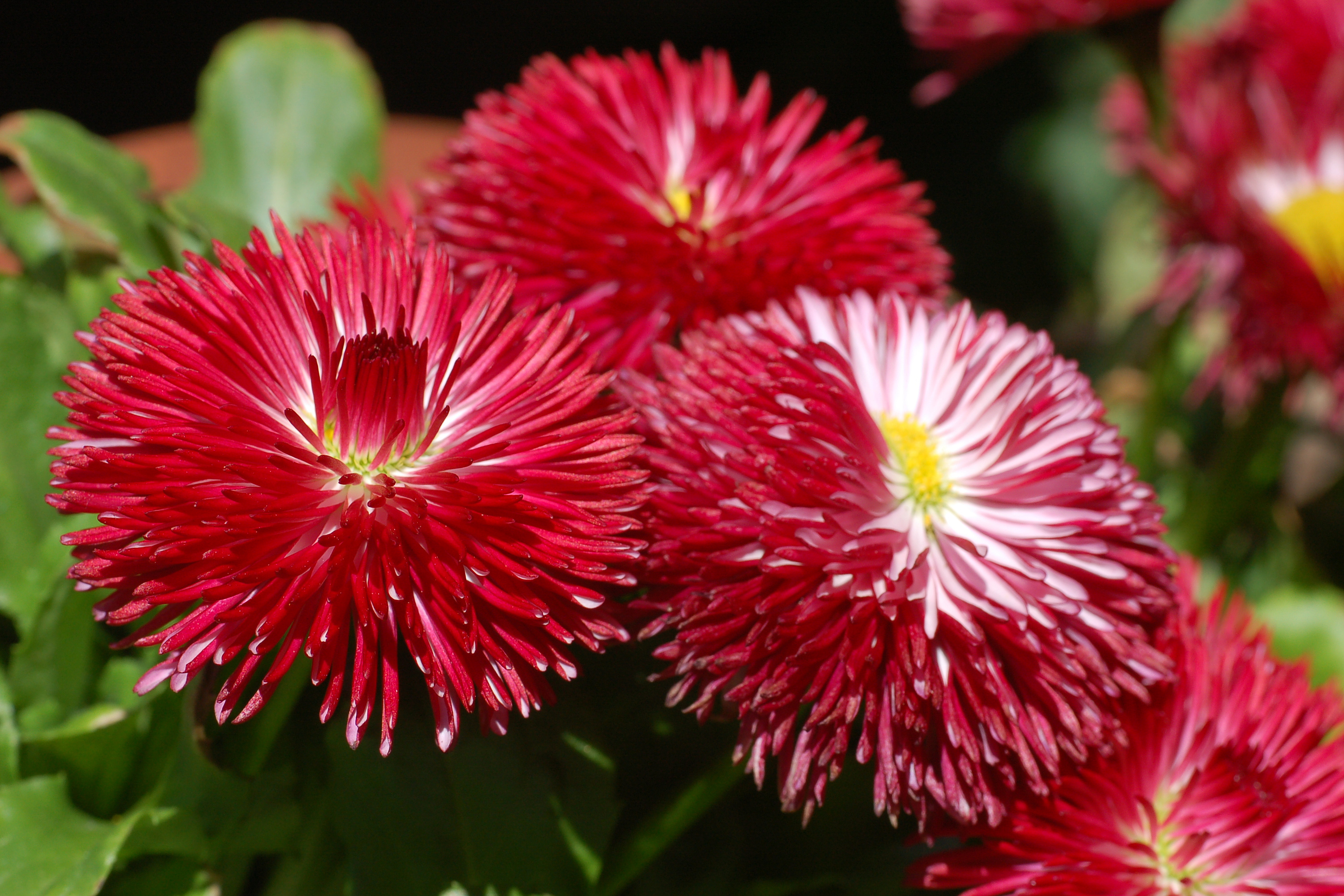
Variedad 'Habanero Red' con lígulas rojas
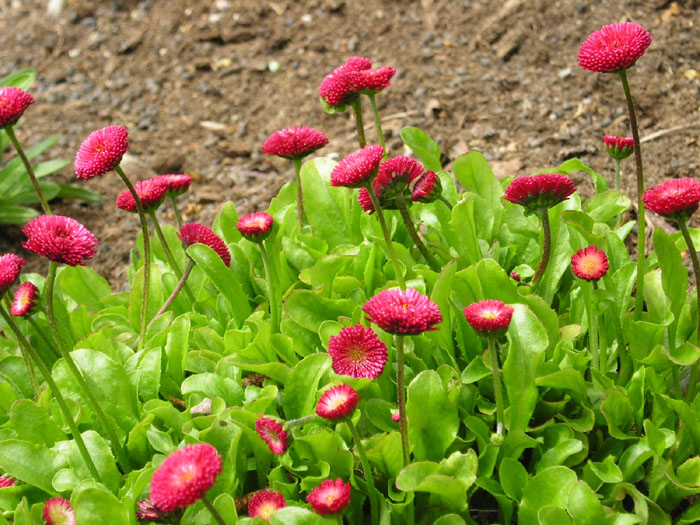
Variedad de flores rojas ‘Rob Roy’
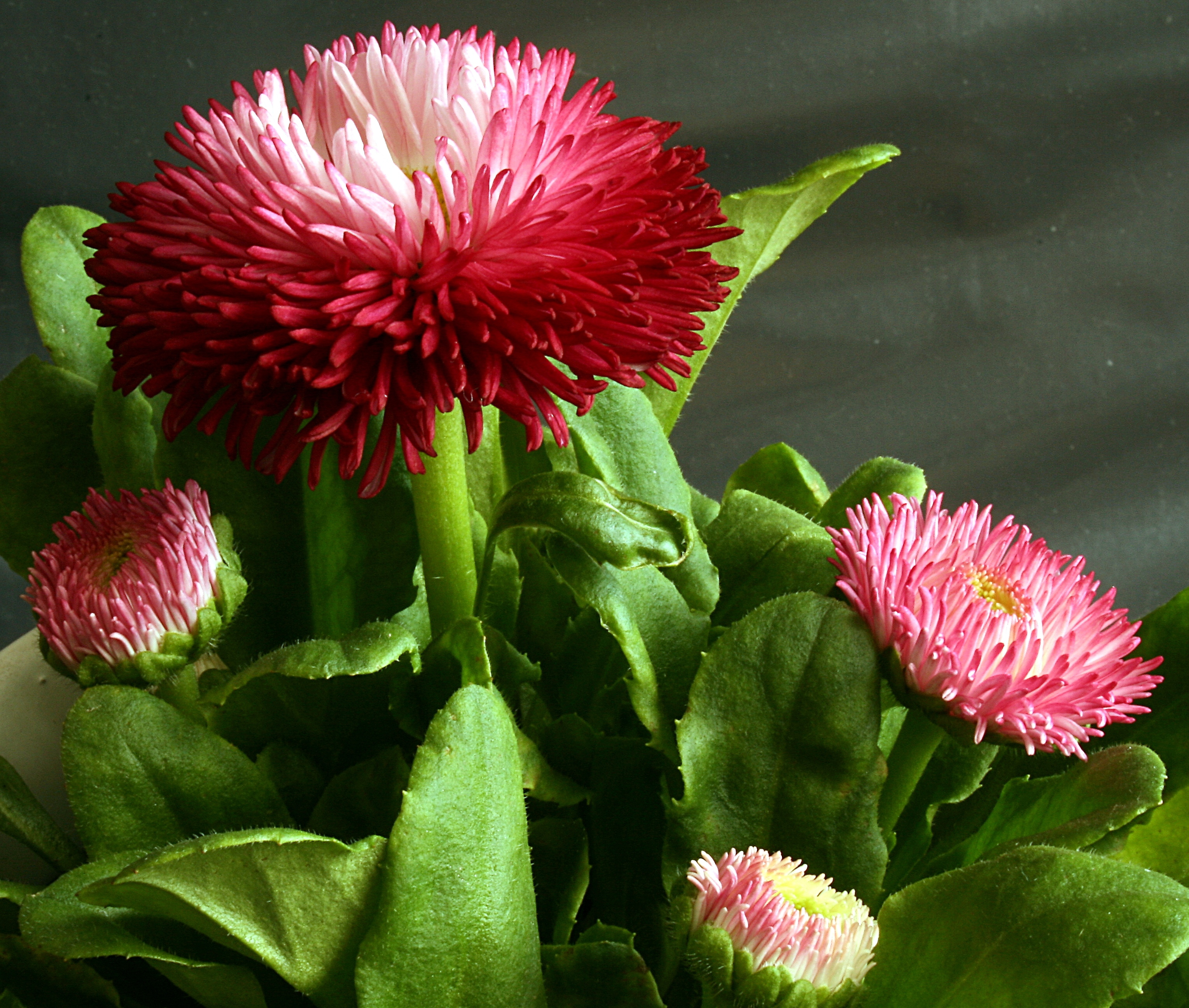
Fotografía detallada de la variedad ‘Rob Roy’
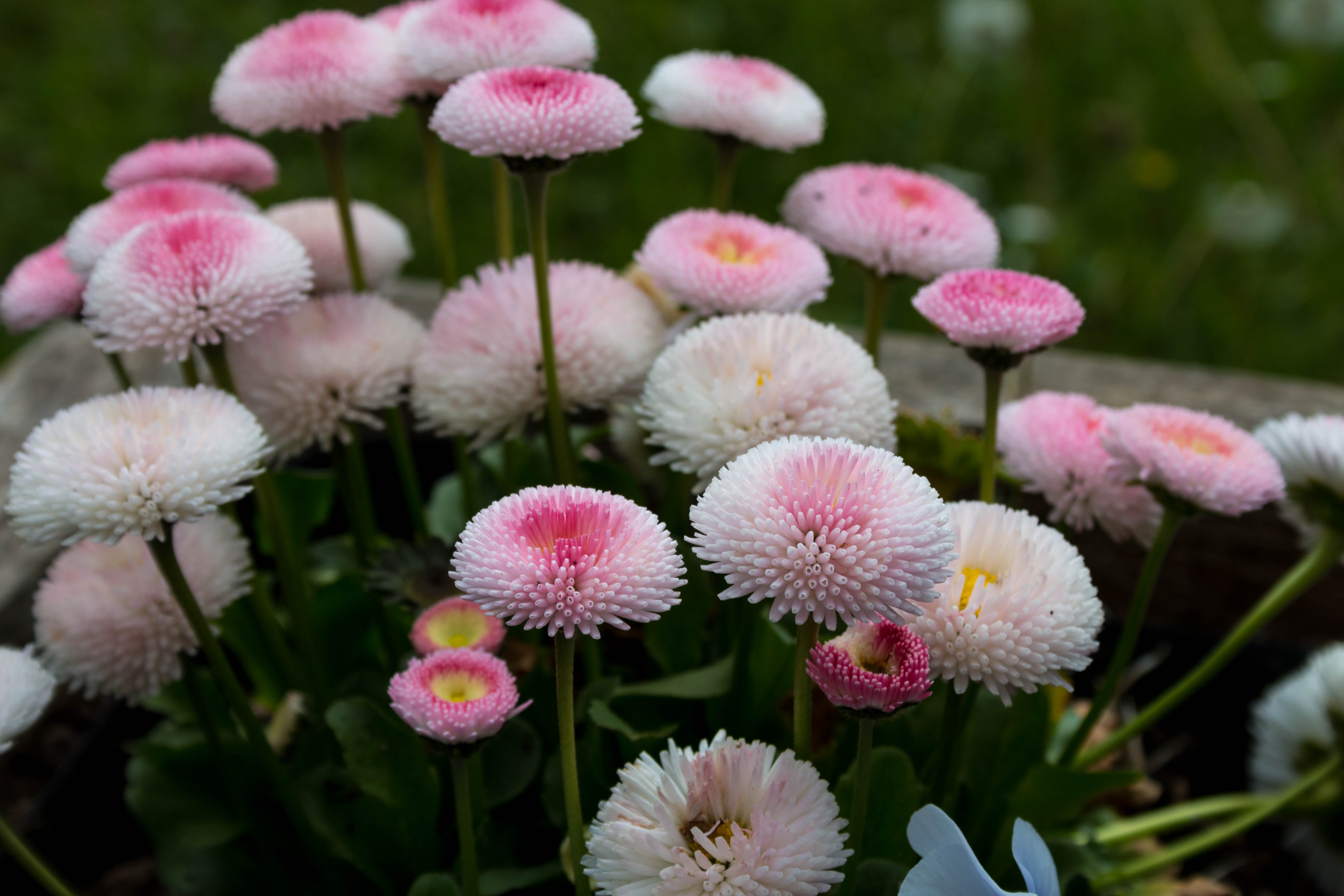
Variedad 'Crema de Fresa'
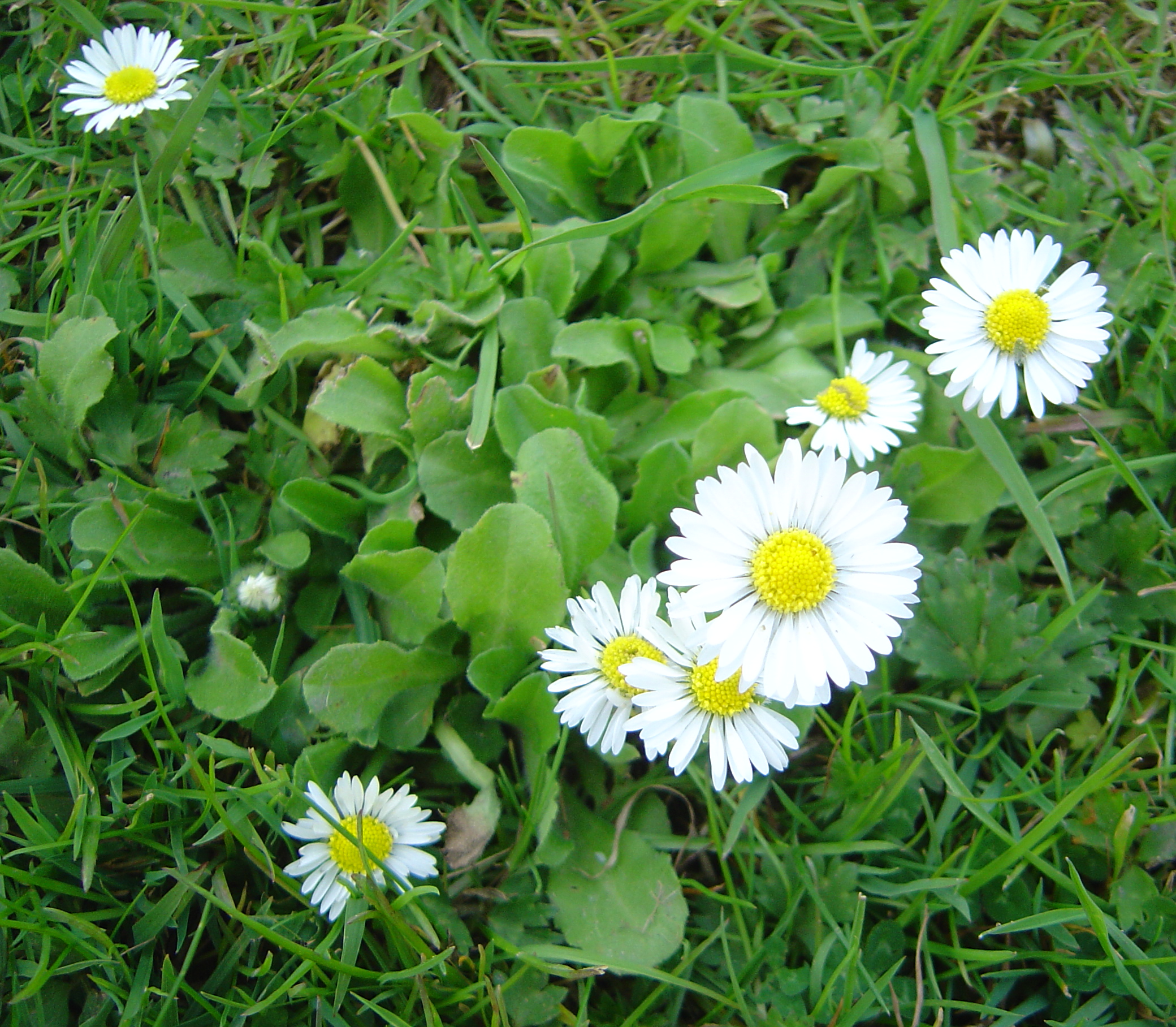
Detalle de las hojas
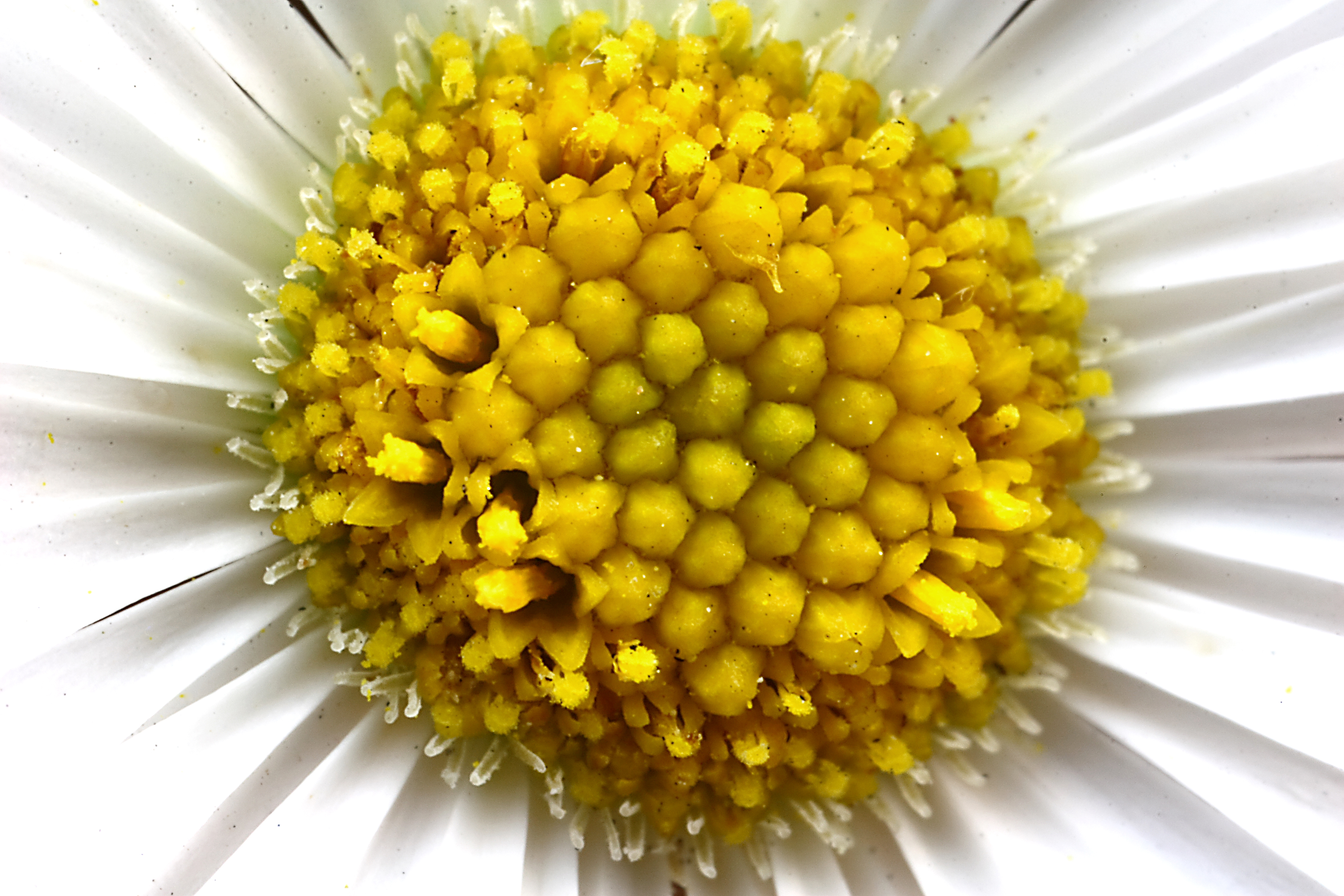
Flores hermafroditas del centro del capítulo

## Taxonomía
Bellis perennis fue descrita por Carlos Linneo y publicado en Species Plantarum, vol. 2, p. 886 en 1753.
Etimología
Bellis: del Latín bellis, -idis, yooa empleado en la Antigüedad por Plinio el Viejo (26, 26) con el mismo sentido ("Bellis in pratis nascitur, flore albo, aliquatenus rubente" -La "pascueta" que crece en los prados, con flor blanca tintada de rojizo.). 
- perennis: epíteto Latín derivado de  per y annuus, "que dura todo el año".[23]

Taxones infraespecíficos
Todos los descritos, una veintena, son meros sinónimos de la especie o de otras especies de Bellis.
Sinonimia
Nombres científicos citados 
- Aster bellis E.H.L.Krause
- Bellis alpina Hegetschw.
- Bellis armena Boiss.
- Bellis croatica Gand.
- Bellis hortensis Mill.
- Bellis hybrida Ten.
- Bellis integrifolia DC.
- Bellis margaritifolia Huter
- Bellis minor Garsault nom. inval.
- Bellis perennis var. caulescens Rochebr.
- Bellis perennis f. discoidea D.C.McClint.
- Bellis perennis var. fagetorum Lac.
- Bellis perennis var. hybrida (Ten.) Fiori
- Bellis perennis subsp. hybrida (Ten.) Nyman
- Bellis perennis var. margaritifolia (Huter) Fiori
- Bellis perennis var. microcephala Boiss.
- Bellis perennis f. plena Sacc.
- Bellis perennis f. pumila (Arv.-Touv. & Dupuy) Rouy
- Bellis perennis var. pusilla N.Terracc.
- Bellis perennis f. rhodoglossa Sacc.
- Bellis perennis var. strobliana Bég.
- Bellis perennis var. subcaulescens Martrin-Donos
- Bellis perennis var. tubulosa F.J.Schultz
- Bellis perennis f. tubulosa A.Kern.
- Bellis pumila Arv.-Touv. & Dupuy
- Bellis pusilla (N.Terracc.) Pignatti
- Bellis scaposa Gilib. nom. inval.
- Bellis validula Gand.
- Erigeron perennis (L.) Sessé & Moc.[25]

## Nombres comunes
Castellano: María, agamarza, amagarza, bella margarita, bellis menor, bellorita (13), chibirita, chiribita (3), chiriva, chirivas, chirivita (9), chirivitas (2), consolida menor, consuelda menor, flor de Alejandría, galana, gamarza (2), gamazón, gramaza, gramazón, hierba del buenaliento, magarza, margarida, margarita (24), margarita común, margarita de prados, margarita menor (5), margarita silvestre, margaritas, margaritas de prado, margaritina, marzas, maya (18), maya maya, maya borracha, maya colorada, mayas, mogigato, pascueta (6), primavera de prados, rosa, rosa blanca, vellorita (9), vellorito, velorita, vichaya, viroleta, yerba de las perlas, yerba-margarita. Entre paréntesis, la frecuencia del vocablo en España.